# Mittelstandskinder ohne Strom

Bandlogo

Mittelstandskinder ohne Strom (MOS) war eine Goa-Band aus Deutschland, die von Christian Bruckhaus und Andi „N.D.M.“ Müller gegründet wurde. Sie war von 1997 bis 2002 aktiv.

## Diskografie
- Xone / Lunar Church (12″) 1997
- Nirhtak – Ten Years After / The Wave Inside (12″) 1997
- Winter Hills (12″) 1998
- Wind of Dust (Remix) / The Scream (12″) 1998
- Click EP (12″) 1999
- Bug (CD) 1999
- Bug (2 × 12″) 1999
- My Baby / Timing (12″) 2000
- Meter (CD) 2001
- Meter (2 × 12″) 2001
- Drive (CD) 2002
- Sleep (EP, MP3) 2015